# Altes Schloss Jevišovice
Das Alte Schloss Jevišovice (deutsch Jaispitz) befindet sich in Jevišovice, okres Znojmo, Mähren auf einem Sporn über einem Mäander der Jevišovka. Gegenüber liegen die Reste der Burg Jevišovice.
Am Platz der ursprünglichen Burg aus dem 15. Jahrhundert entstand zwei Jahrhunderte später das Renaissanceschloss. Die Inneneinrichtung besteht größtenteils aus bemalten Bauernmöbeln. Einer der Besitzer und Bewohner war der General Albert von Koller, der hier auch 1942 beerdigt wurde.
Das Schloss wird heute vom Mährischen Landesmuseum genutzt.
Am Standort des alten Schlosses befand sich im Neolithikum eine Höhensiedlung der Jordansmühler Kultur.

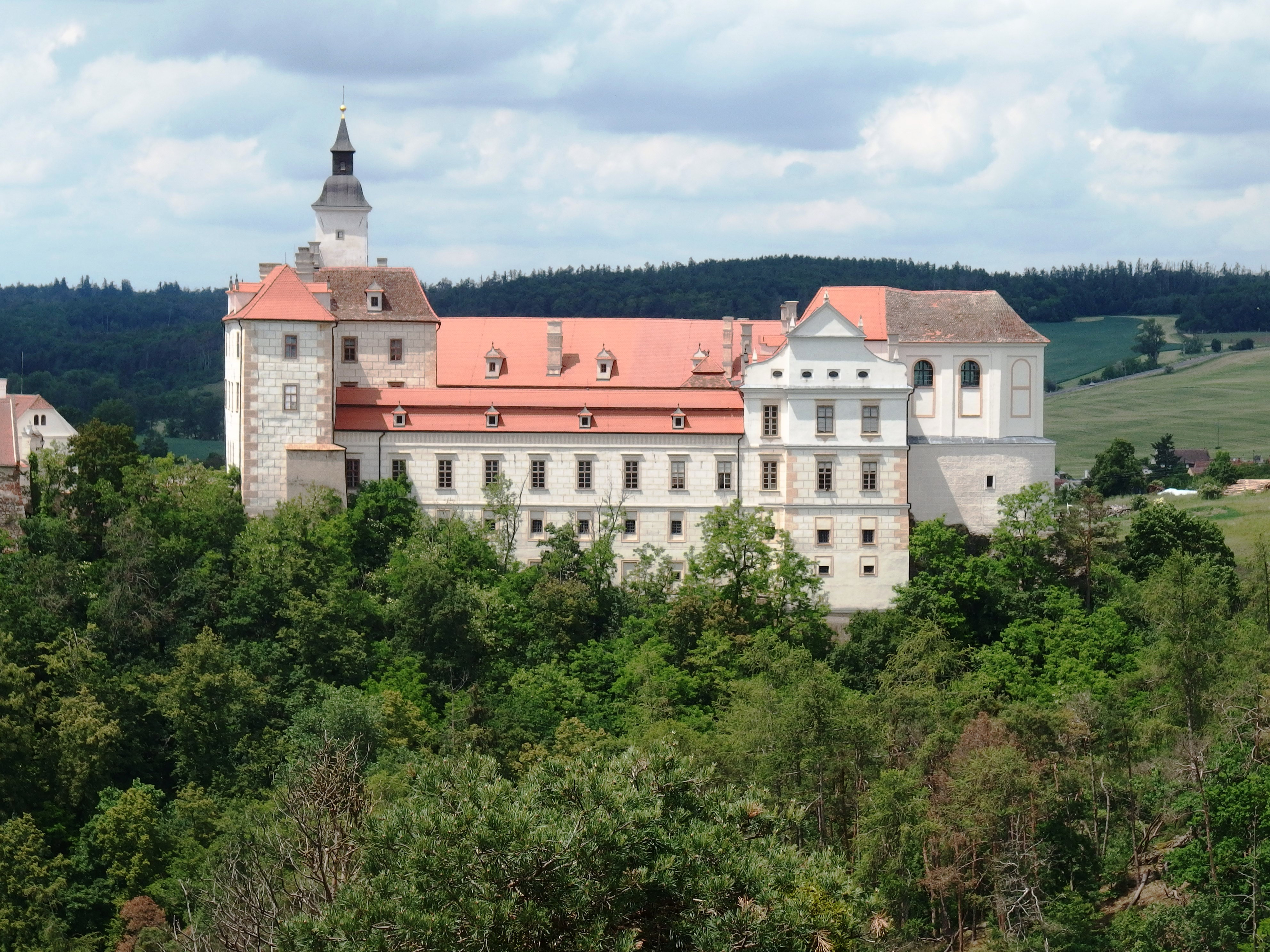
Schloss Jevišovice
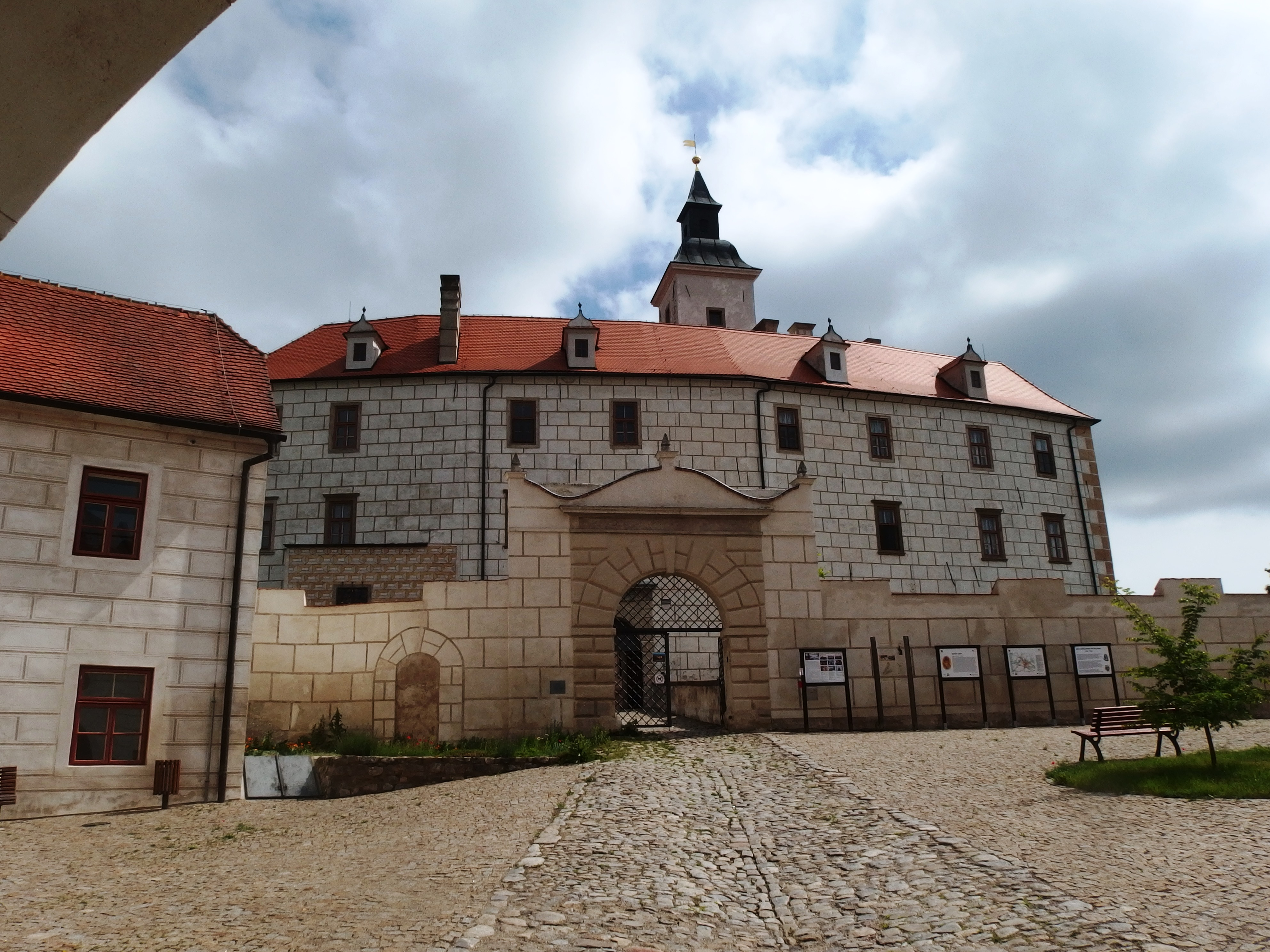
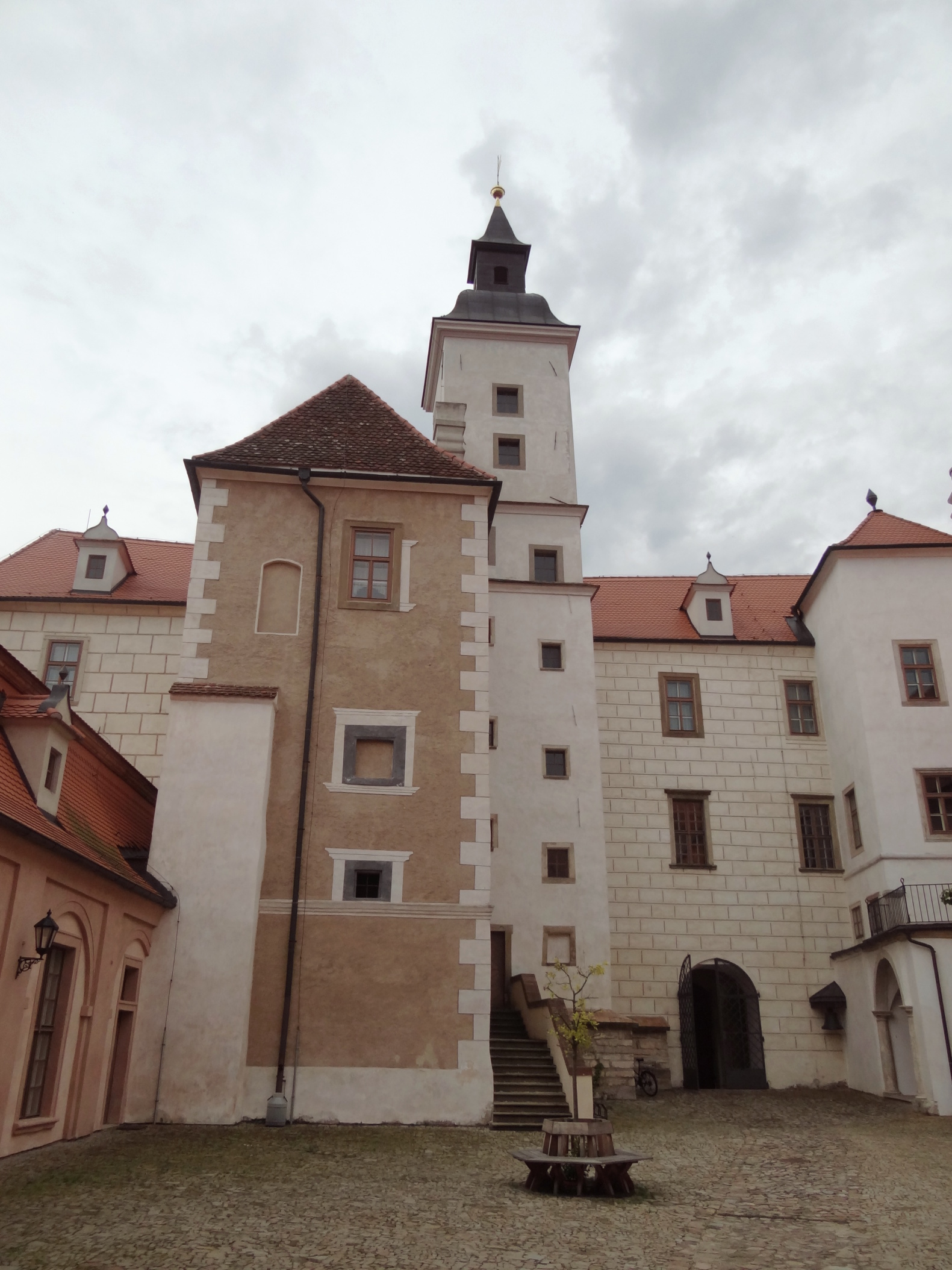
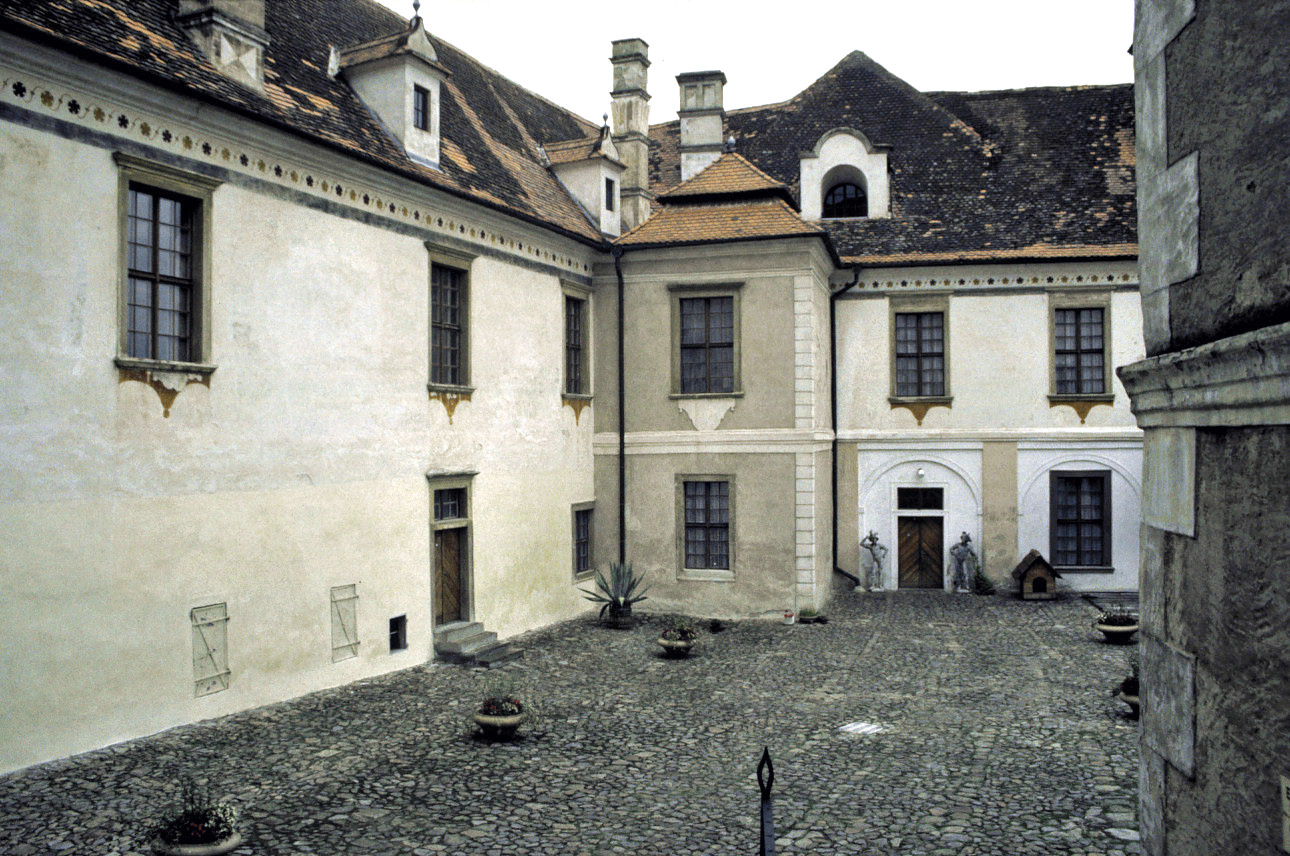
Schloss Jevišovice, Innenhof
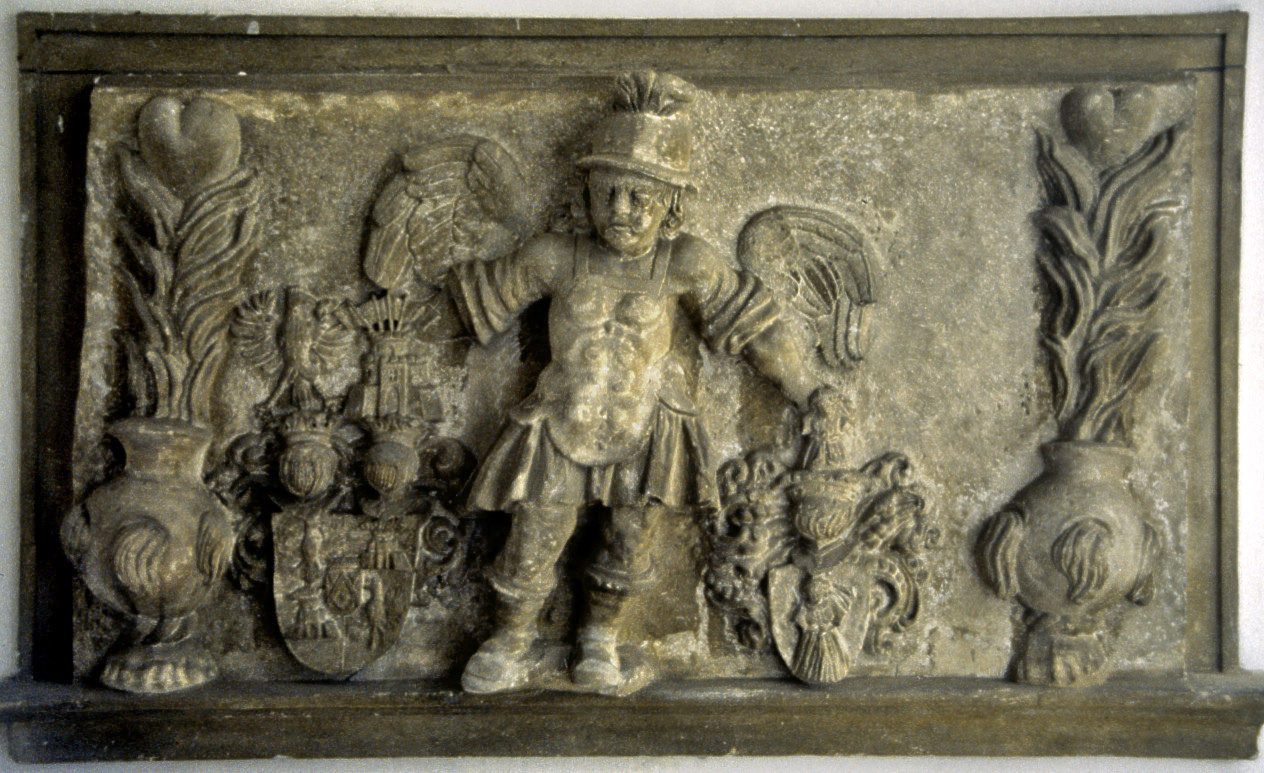
Schloss Jevišovice, Allianzwappen

Schloss Austerlitz |
Burg Bítov |
Burg Boskovice |
Schloss Boskovice |
Schloss Bučovice |
Burg Holštejn |
Janův Hrad |
Altes Schloss Jevišovice |
Neues Schloss Jevišovice |
Schloss Lednice |
Schloss Lysice |
Schloss Mikulov |
Schloss Milotice |
Schloss Moravský Krumlov |
Burg Pernštejn |
Schloss Rájec nad Svitavou |
Festung Špilberk |
Schloss Uherčice |
Schloss Valtice |
Burg Veveří |
Schloss Vranov nad Dyjí
Koordinaten: 48° 59′ 30″ N, 15° 59′ 21,7″ O